# Příbram (stacja kolejowa)
Příbram – stacja kolejowa w Przybramie, w kraju środkowoczeskim, w Czechach. Znajduje się na linii kolejowej Zdice – Protivín, na południe od Pragi. Znajduje się na wysokości 490 m n.p.m.
Jest zarządzana przez Správę železnic. Na stacji istnieje możliwość zakupu biletu i rezerwacji miejsc.

## Linie kolejowe
- 200 Zdice - Protivín